# Kanton Argenteuil-2
Der Kanton Argenteuil-2 ist seit 2015 ein französischer Wahlkreis im Arrondissement Argenteuil, im Département Val-d’Oise und in der Region Île-de-France. Der Kanton besteht aus dem östlichen Teil der Stadt Argenteuil.